# Metropolitan Museum of Art
Metropolitan Museum of Art este un muzeu din New York situat în capătul estic al Central Park. Exponatele cuprind cronologic de la obiecte din epoca de piatră până la expoziții speciale ale artiștilor contemporani.
Muzeul Metropolitan de Artă din New York City, în limbaj colocvial "Met", este cel mai mare muzeu de artă din Statele Unite. Colecția sa permanentă conține peste 2 milioane de lucrări, împărțite în 17 departamente . Clădirea principală de la 1000 Fifth Avenue, este una dintre cele mai mari galerii de artă din lume. O a doua locație mult mai mică, The Cloisters at Fort Tryon Park din Upper Manhattan, conține o colecție extinsă de artă, arhitectură și artefacte din Europa medievală.
Colecția permanentă e formată din opere de artă din antichitatea clasică și din Egiptul antic, picturi și sculpturi de la aproape toți maeștrii europeni și o colecție extinsă de artă americană și modernă. The Met deține un număr impresionant de exponate din arta Africană, Asiatică, Oceanică, Bizantină și Islamică. Muzeul găzduiește colecții enciclopedice de instrumente muzicale, costume și accesorii, precum și arme și armuri antice din întreaga lume. Mai multe interioare notabile, variind de la Roma secolului I până la designul modern american, sunt instalate în galeriile sale. Muzeul încapsulează, de asemenea, colecția Institutului de Costume, în profitul căruia se organizează anual strângerea de fonduri Met Gala.

## Colecție

#### Orientul Mijlociu
Începând cu sfârșitul secolului al XIX-lea, Met a început să achiziționeze artă și artefacte antice din Orientul Apropiat. De la câteva tăblițe cuneiforme și sigilii, colecția de artă din Orientul Apropiat a muzeului a ajuns la peste 7.000 de piese. Reprezentând o istorie a regiunii care începe în perioada neolitică și cuprinde căderea Imperiului Sasanid și sfârșitul Antichității târzii, colecția include lucrări din cultura sumeriană, hitită, sasanidă, asiriană, babiloniană și elamită (printre altele), precum și o colecție vastă de obiecte unice din epoca bronzului. Printre cele mai importante elemente ale colecției se numără un set de monumentale lamassu din piatră, sau figuri de gardieni, din Palatul de Nord-Vest al regelui asirian Ashurnasirpal al II-lea.

#### Africa, Oceania și Americile
În prezent, colecția Met conține peste 11.000 de piese din Africa Subsahariană, Insulele Pacificului și America și este găzduită în aripa Rockefeller de 40.000 de metri pătrați (4.000 m2) din capătul sudic al muzeului. Aripa expune opere de artă non-occidentale create din 3.000 î.Hr. până în prezent, prezentând în același timp o gamă largă de istorii culturale. Aceasta este considerată a fi prima dată când artele din afara Occidentului au fost plasate alături de arta occidentală într-un muzeu occidental. Până în zilele noastre, operele de artă din Africa, Oceania și America erau considerate artă a "primitivilor" sau obiecte etnografice.

#### Grecia Antică și Imperiul Roman
Colecția de artă greacă și romană a Met conține peste 17.000 de obiecte. Colecția de artă greacă și romană datează încă de la înființarea muzeului - de fapt, primul obiect accesat de muzeu a fost un sarcofag roman, expus și în prezent. Deși colecția se concentrează în mod natural asupra obiectelor din Grecia antică și Imperiul Roman, aceste regiuni istorice reprezintă o gamă largă de culturi și stiluri artistice.

#### Asia
Departamentul asiatic al Met deține o colecție de artă asiatică, de peste 35.000 de piese, care este, fără îndoială, cea mai cuprinzătoare din SUA. Colecția datează aproape de la înființarea muzeului: mulți dintre filantropii care au făcut primele donații către muzeu au inclus arta asiatică în colecțiile lor. În prezent, o întreagă aripă a muzeului este dedicată colecției asiatice și acoperă 4.000 de ani de artă asiatică. Fiecare civilizație asiatică cunoscută este reprezentată în departamentul asiatic al Met, iar piesele expuse includ fiecare tip de artă decorativă, de la pictură și gravură la sculptură și prelucrarea metalelor. Departamentul este bine cunoscut pentru colecția sa cuprinzătoare de caligrafie și pictură chineză, precum și pentru sculpturile indiene, operele nepaleze și tibetane, precum și pentru artele din Birmania (Myanmar), Cambodgia și Thailanda. Trei religii antice din India - hinduismul, budismul și jainismul - sunt bine reprezentate în aceste sculpturi.

## Exponate

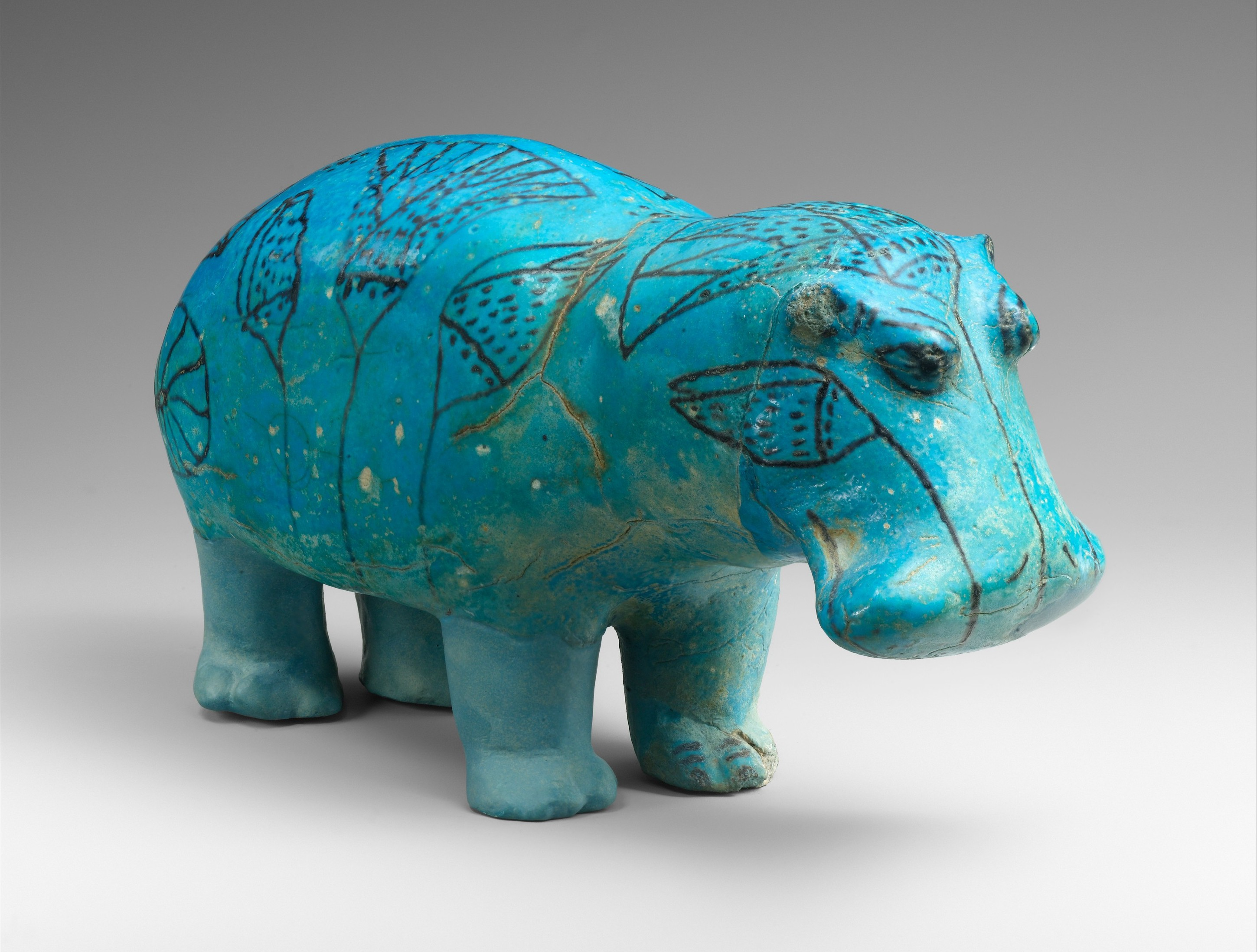
Mascota Muzeului Metropolitan, Hipopotamul William (c. 1961 î.Hr. – c. 1878 î.Hr.)
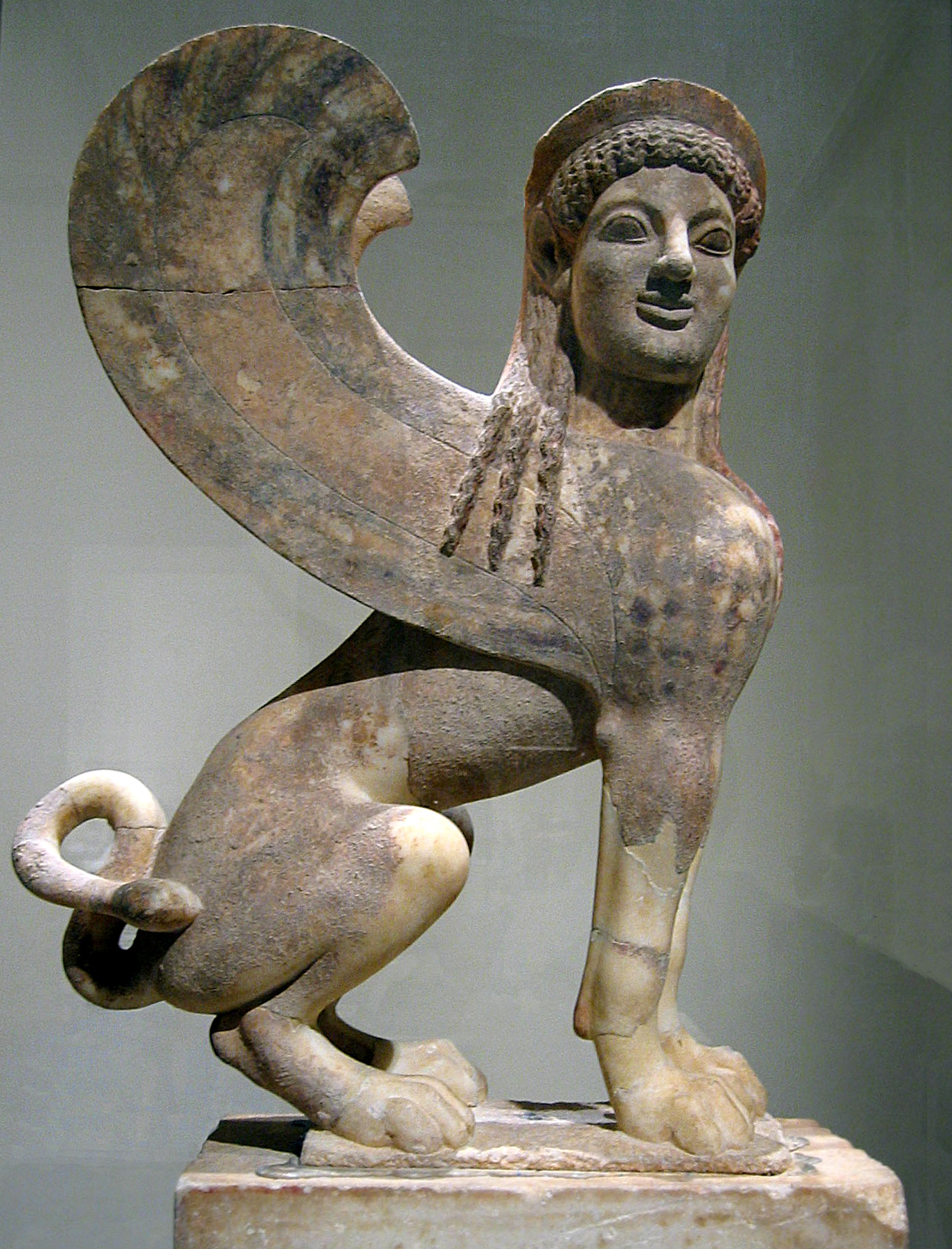
Sfinx grecesc pe pat de marmură (circa 530 î.Hr.)
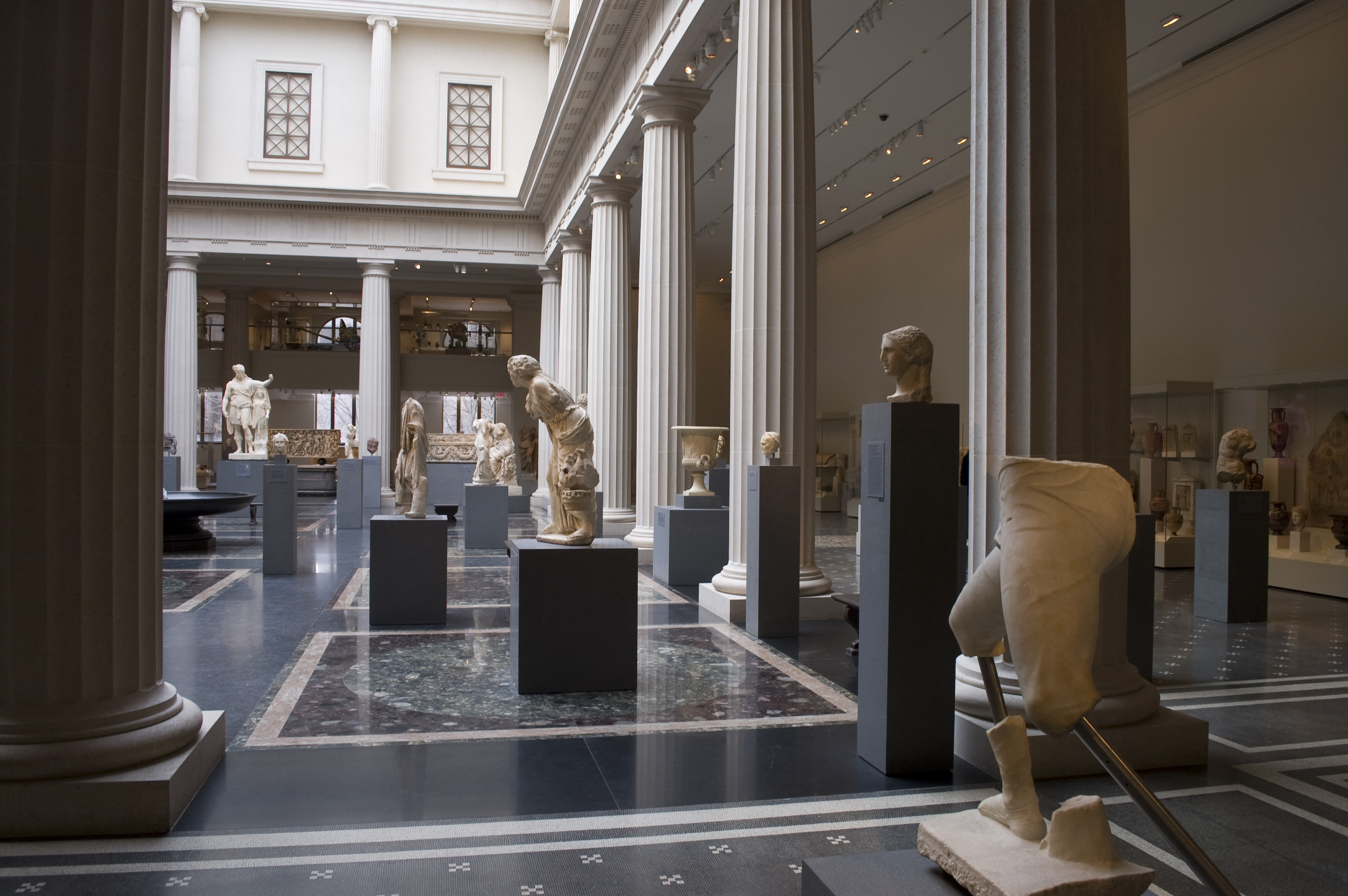
Galerie de sculpturi grecești și romane
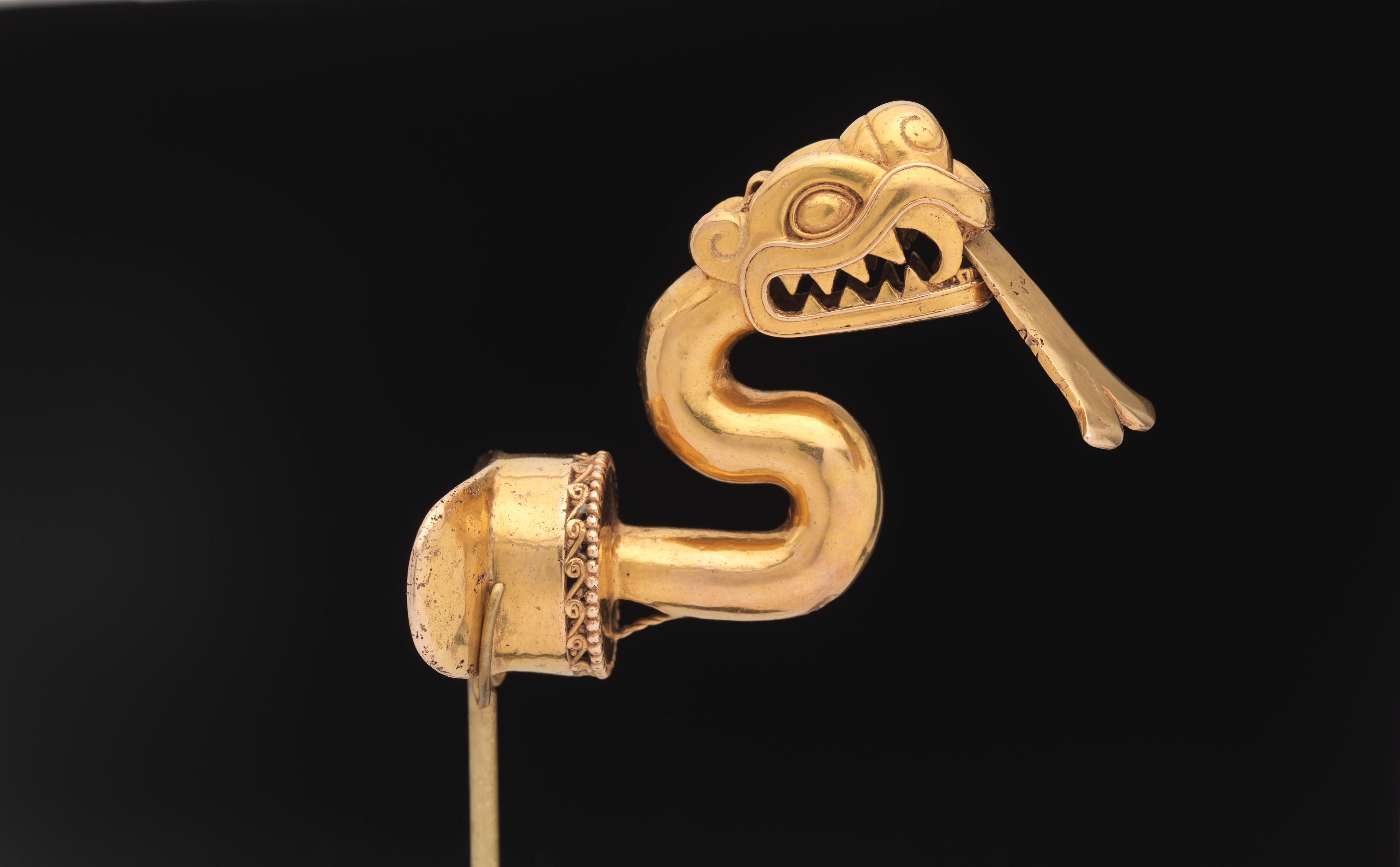
Bijuterie aztecă cu șarpe din aur, argint și cupru (circa 1300–1521)
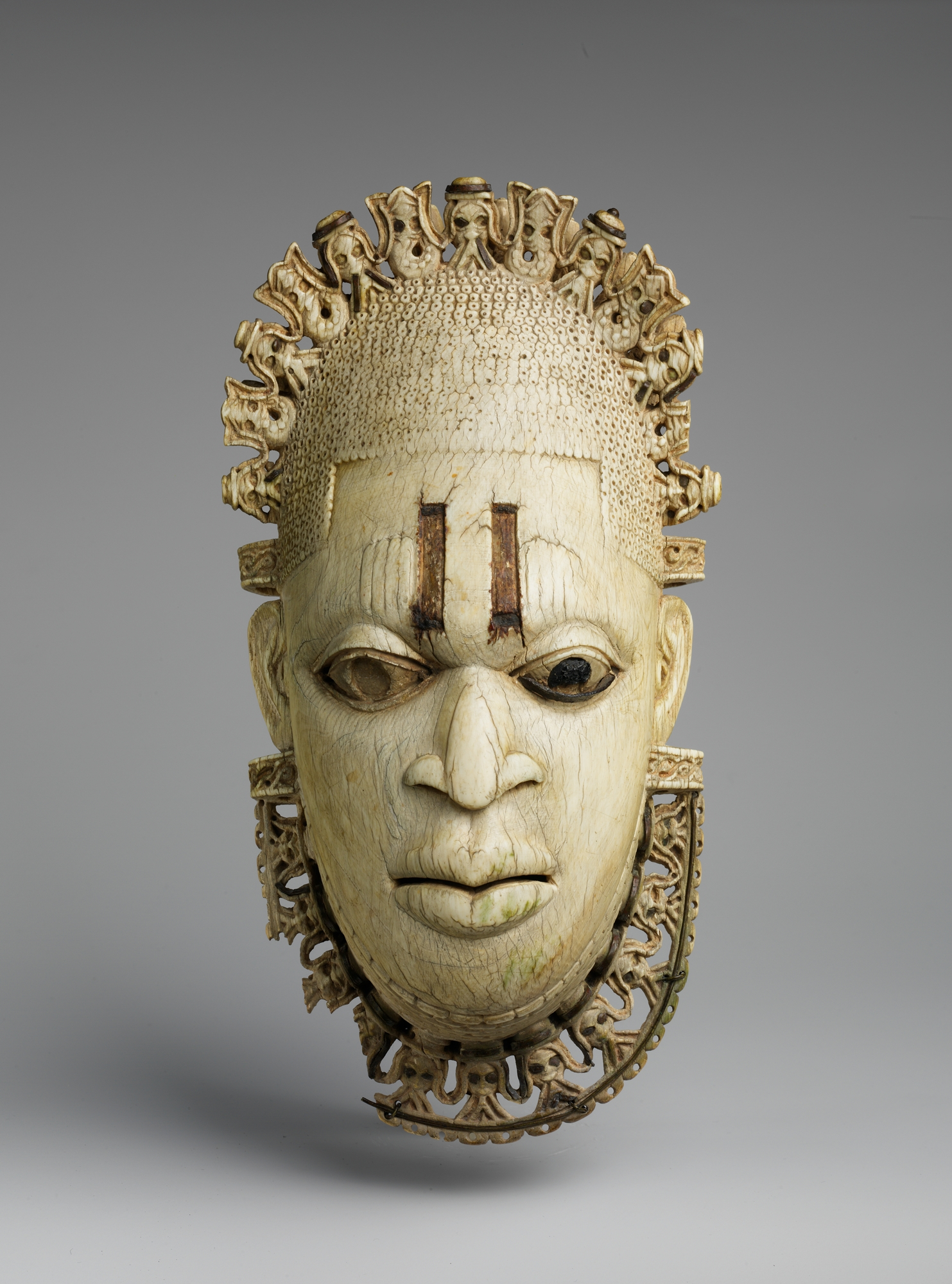
Mască de fildeș din Regatul Beninului, secolul al XVI-lea
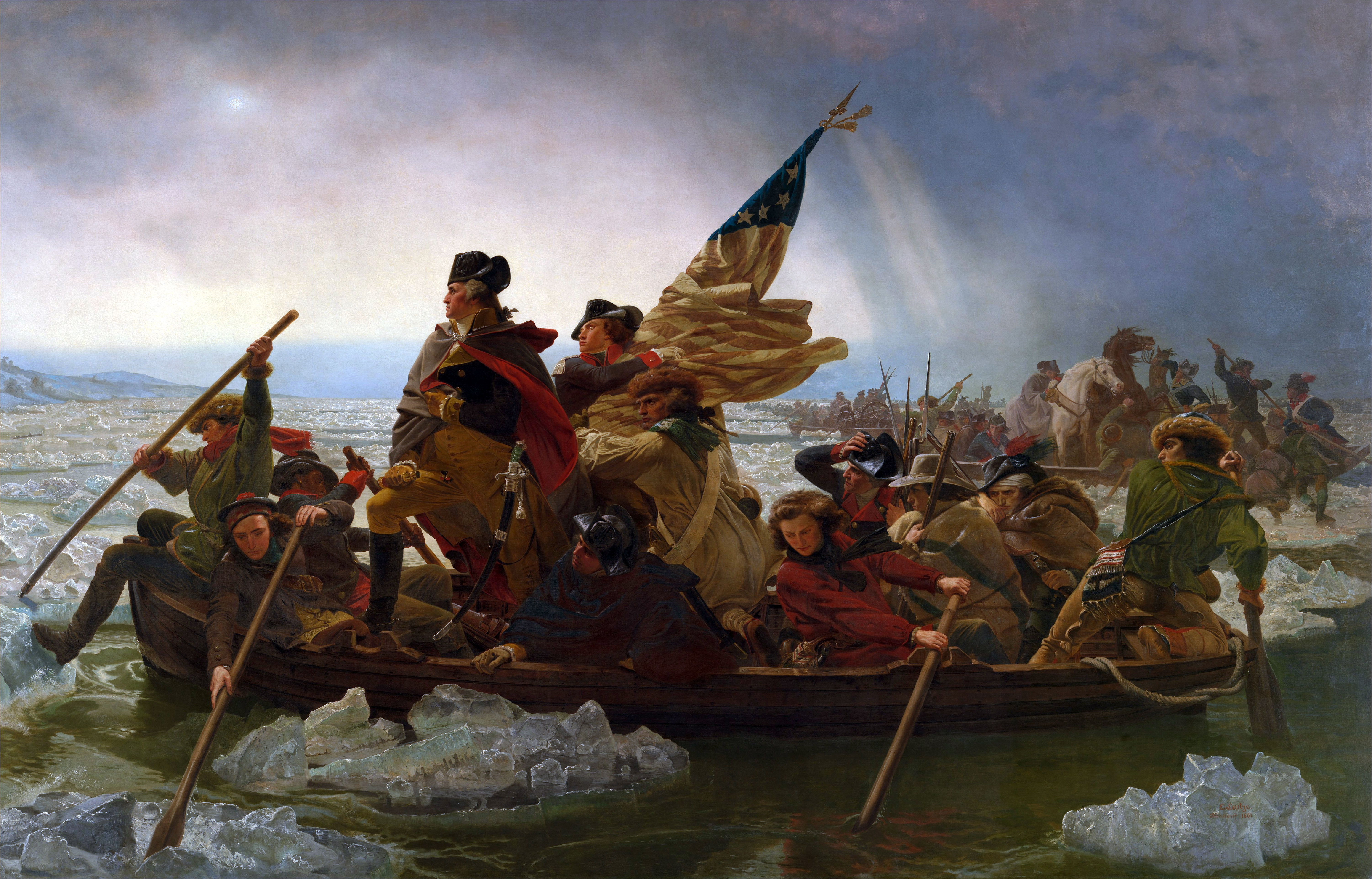
Emanuel Leutze, Washington traversând râul Delaware (1851)
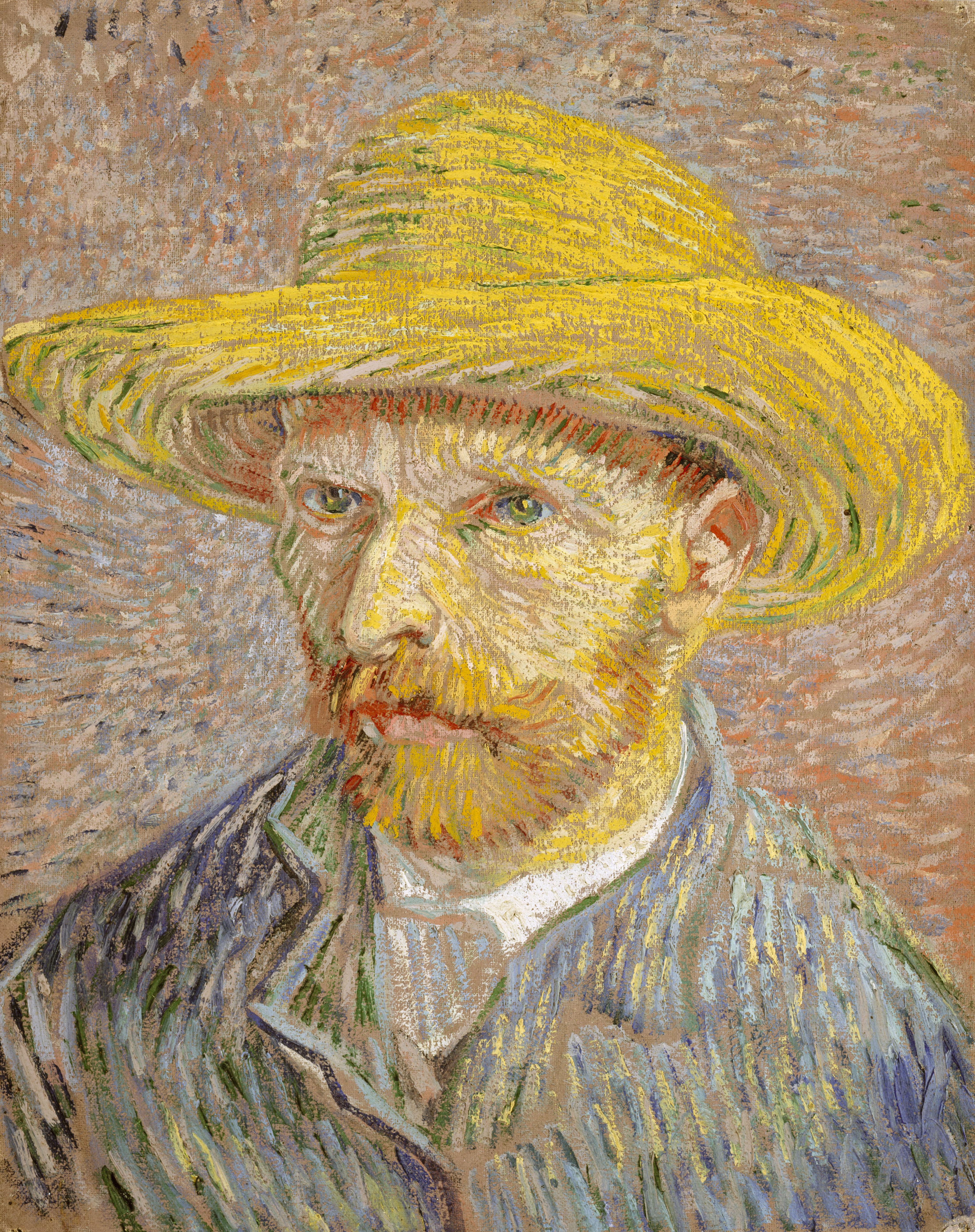
Vincent Van Gogh, Autoportret cu pălărie de paie (1887)